# Britt Askerlund
Britt-Marie Askerlund, född 30 juli 1916 i Uppsala, död 5 oktober 2004 i Söderhamn, var en svensk skolledare.
Efter examen från Högre lärarinneseminariet i Stockholm 1937 blev Askerlund lärare vid Söderhamns elementarläroverk för flickor 1938, vid Älmhults kommunala realskola 1939, vid Avesta samrealskola 1943, vid Söderhamns kommunala flickskola 1945, blev rektor där 1958 och var efter dess upphörande 1967 rektor för grundskolans högstadium i Söderhamn. Hon invaldes som ledamot av kyrkofullmäktige 1954 och som suppleant i kyrkorådet 1958. Askerlund är begravd på Uppsala gamla kyrkogård.